# Dragon Storm – Die Drachenjäger
Dragon Storm – Die Drachenjäger ist ein US-amerikanisch-deutsch-bulgarischer Fantasy-Action-Fernsehfilm aus dem Jahr 2004 von Stephen Furst, der vom Sci-Fi Channel produziert wurde.

## Handlung
Im Jahre 1190 wird das Reich von König Fastrad dem IV. von Carpathias eines Tages von feuerspeienden Drachen heimgesucht. Nachdem die Ungeheuer sein Schloss zerstören, flieht er zu seinem Feind, König Wednesbury, um ihn angesichts der Bedrohung zu warnen und um Schutz zu finden, der ihm laut einem Vertrag über Notlagen zusteht. Auf dem Weg dorthin, den er zu Fuß durch die Wälder unternimmt, verirrt er sich zusammen mit seinen wenigen, verbliebenen Männern. Ein fremder Jäger weist ihnen den Weg zum Wednesbury Castle, den sie allein nicht zu finden in der Lage sind. Silas bringt sie bis zum Schloss und verschwindet wieder, nachdem er als Lohn einen Ring des Königs erhalten hat. Wieder zurück im Wald trifft Silas auf König Wednesburys Tochter Medina, die auf der Jagd ist und von Wächtern begleitet wird. Die Soldaten halten den Jäger für einen Dieb, als sie den Ring erblicken. Sie nehmen ihn gefangen und bringen ihn zum Schloss. Dort trifft er auf König Fastrad, der mit seinen Männern Zuflucht im Schloss erhalten hat und ihn nun entlasten kann. Trotzdem lässt König Wednesbury Silas nicht so ohne weiteres wieder gehen. Er erwartet von ihm, dass er als Gegenleistung für seine Steuerschulden, mit hilft, das Königreich vor der Bedrohung der Drachen zu schützen. Silas ist notgedrungen einverstanden und formiert eine Truppe von Wagemutigen um sich. Zusammen mit Medina, Remmegar, dem chinesischen Händler Ling, einigen Soldaten und Nessa begibt er sich auf die Jagd nach den Drachen. Nessas Vater hatte, kurz bevor er von den Drachen getötet wurde, eine „Baliste“ gebaut. Mit dieser überdimensionalen Armbrust rechnen sich die Tapferen gute Chancen gegen die Ungeheuer aus.
Als der erste Drache beginnt die Männer anzugreifen, gelingt es Nessa, das Tier mit einem Schuss der „Baliste“ zu töten. Schon bald erscheinen die anderen Drachen, die in ihrer Vielzahl nicht alle gleichzeitig bekämpft werden können, doch nachdem Nessa einen zweiten Drachen erlegt hat, ziehen sich die anderen Ungeheurer zurück. Um einem neuen Angriff besser gewappnet zu sein, füllen sie Gefäße mit Schießpulver. Silas gelingt es, den Rückzugsort der Drachen ausfindig zu machen. Dort überraschen sie die Ungeheuer und können zwei weitere töten. Doch sie bemerken auch, dass jemand ihren Kampf sabotiert. König Fastrad hat einen Verräter bei den Drachentötern eingeschleust, da er hofft Wednesbury Castle zu übernehmen. Es gelingt ihm so als Drachenopfer getarnt einen Königstreuen nach dem anderen auszuschalten. So ungeschützt, ist Wednesbury Fastrad völlig ausgeliefert. Er muss ihm seine Krone übergeben und wird von ihm in den Kerker gesperrt.
Medina und Silas haben allerdings Fastrads falsches Spiel durchschaut und setzen zu einem Gegenschlag an. Mitten in diesem Kampf erscheint der letzte verbliebene Drachen und wird von Silas getötet. Zuvor stirbt allerdings Fastrad unter einem Feuerstoß des Drachen.
Zum Dank für Silas Taten, die das Königreich gerettet haben, verspricht König Fastrad ihm die Hand seiner Tochter Medina.

## Kritik
Kino.de wertet: „Stephen Furst, einst würdeloser Pfannkuchen im Komödienklassiker ‚Animal House‘, ist vom Supernerd zum Regisseur gereift und präsentiert der Fantasy-Gemeinde einen in winterliche Waldkulissen gesetzten B-Drachenkampf mit allerhand beliebten Fantasy-Klischeetypen und diversen Gauner-Ränken, damit es im langen Mittelteil zwischen erster Drachenattacke und finaler Drachenvernichtung nicht langweilig wird. Flotte Sprüche, vorhersehbare Story und Instant-Mittelalterromantik an soliden CGI-Effekten, die Drachen selbst können sich sehen lassen.“
Das Lexikon des internationalen Films sprach von einem „Fantasyfilm mit relativ soliden Computereffekten“, der jedoch „filmisches Handwerk und Kreativität vermissen“ lasse.

## Veröffentlichung
Dragon Storm – Die Drachenjäger erlebte seine US-amerikanische Fernsehpremiere am 24. Januar 2004. In Deutschland erschien der Film am 14. August 2008 auf DVD und wurde erstmals am 28. Juli 2009 auf Tele 5 gezeigt.

## Synchronisation
Die Synchronisation wurde von Majestix Worx durchgeführt, das Dialogbuch schrieb Eva Maria Peters und die Dialogregie führte Alen Markulin.
| Rolle            | Darsteller        | Synchronsprecher  |
| ---------------- | ----------------- | ----------------- |
| Theldag          | Tony Amendola     | Achim Barrenstein |
| König Fastrad    | John Rhys-Davies  | Helmut Winkelmann |
| Silas            | Maxwell Caulfield | Gilles Karolyi    |
| Medina           | Angel Boris       | Gisa Bergmann     |
| Ling             | Woon Young Park   |                   |
| Remmegar         | Richard Wharton   | Gordon Piedesack  |
| Nessa            | Iskra Angelowa    |                   |
| König Wednesbury | John Hansson      |                   |
| Gelmaro          | Iwajlo Geraskow   |                   |
| Ulfius           | Tyrone Pinkham    | Heiko Grauel      |